# باشگاه فوتبال اتلتیکو کلوب پرتغال
باشگاه فوتبال اتلتیکو کلوب پرتغال (به پرتغالی: Atlético Clube de Portugal) یک باشگاه پرتغالی است که در شهر لیسبون، در محله آلکانترا واقع شده‌است. علاوه بر فوتبال، این باشگاه دارای بخش‌های فوتسال و بسکتبال نیز می‌باشد. در گذشته این باشگاه دارای ورزش‌های هاکی روی چمن، شنا، ماهیگیری ورزشی، دوچرخه سواری، تنیس روی میز، راگبی، والیبال، ژیمناستیک، سه‌گانه و هندبال نیز بود.

## تاریخچه
اتلتیکو کلوب پرتغال زمانی تأسیس شد که دو باشگاه از منطقه غربی لیسبون به نام‌های Carcavelinhos و União تصمیم گرفتند به یکدیگر بپیوندند تا یک باشگاه بزرگتر و قوی تر ایجاد کنند.

### یک دهه درخشش عالی
سال‌های ابتدایی تشکیل این تیم جدید، جزو درخشان‌ترین سال‌های فعالیت این باشگاه می‌باشد.
در دهه اول فعالیت این باشگاه در فوتبال، باشگاه با دو حضور در فینال جام حذفی پرتغال در سال ۱۹۴۶، که در هر دو مورد نیز شکست خورد، بهترین‌ترین نتایج خود را به دست آورد. دو مقام قهرمانی دسته ۱ و فتح دسته دوم فوتبال در سال ۱۹۴۴/۴۵، بزرگترین دستاوردهای اتلتیکو در تاریخ خود است.